# 헌종가례진하도 병풍 (보물 제733-1호)
헌종가례진하도 병풍(憲宗嘉禮陳賀圖 屛風)은 부산 동아대학교 박물관에 있는 조선시대의 병풍이다. 1982년 3월 4일 대한민국의 보물 제733호로 지정되었다가, 2011년 11월 1일 대한민국의 보물 제733-1호로 지정번호가 변경되었다.

## 개요
헌종가례진하도 병풍(憲宗嘉禮陳賀圖 屛風)은 헌종(재위 1834∼1849)이 효정왕후와 혼인할 때의 모습을 그린 병풍으로 크기는 가로 115cm, 세로 51cm이며 비단에 채색 되었다.
헌종의 첫 왕비인 효현왕후 김씨가 헌종 9년(1843)에 죽고 이듬해 10월 효정왕후와 가례를 올렸는데 이 때 그려진 것으로 모두 8폭으로 이루어져 있다. 제1폭은 예식을 맡아보던 예문제장 조병구가 쓴 축하의 글이 실려 있고 제8폭에는 선전관청에 있는 사람들의 관등·성명·본관 등을 기록한 글이 있다. 그리고 제3∼7폭까지는 혼례를 치르는 장면과 함께 창덕궁 인정전을 비롯한 궁궐내의 모습이 질서정연하면서도 화려하게 그려져 있다.
140여년 전 궁중혼례 모습을 그대로 담고 있어 회화로서 뿐만 아니라 역사자료로서도 가치가 있으며 보관상태도 매우 양호하다.

## 같이 보기
- 헌종
- 헌종가례진하도 병풍 (보물 제733-2호) : 경기도박물관 소장

## 참고 자료
- 병풍 헌종가례진하도 병풍 - 국가유산청 국가유산포털